# Luiz Fernando Pezão

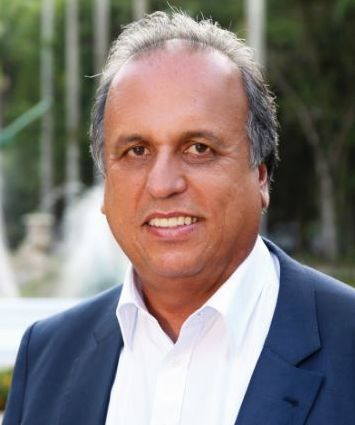
Luiz Fernando Pezão

Luiz Fernando de Souza, genannt Luiz Fernando Pezão oder nur Pezão (* 29. März 1955 in Piraí), ist ein brasilianischer Politiker des Partido do Movimento Democrático Brasileiro und ehemaliger Gouverneur des Bundesstaates Rio de Janeiro.

## Leben
Pezão studierte Wirtschaft und Verwaltungswissenschaften und wurde 1982 Stadtrat in der Mittelstadt Piraí. Später wurde er für zwei Amtsperioden von 1997 bis 2000 mit 75 % und von 2001 bis 2004 mit 86 % der Stimmen zum Stadtpräfekt (Bürgermeister) von Piraí gewählt. Er initialisierte in dieser Zeit das mehrfach ausgezeichnete Projekt Piraí digital (Die digitalisierte Stadt).
Landespolitisch wurde er ab 2006 tätig, zunächst als Sekretär des damaligen Gouverneurs Sérgio Cabral Filho, dann als dessen Vize-Gouverneur. In diese Zeit fiel die Zusammenarbeit mit Eduardo Paes, dem Bürgermeister von Rio de Janeiro, um die erfolgreiche Bewerbung der Stadt als Austragungsort der Olympischen Sommerspiele 2016.
In einer Stichwahl siegte er bei den Wahlen in Brasilien 2014 mit 4.343.298 (55,78 %) der gültigen Stimmen über den Senator Marcelo Crivella des Partido Republicano Brasileiro (PRB). Seit dem 4. April 2014 ist er Nachfolger Sérgio Cabrals im Amt als Gouverneur des Bundesstaates Rio de Janeiro.
2015 geriet er aufgrund einer belastenden Aussage von Paulo Roberto Costa, ehemaliger Direktor des Konzerns Petrobras, in die Ermittlungen der Operation Lava Jato.
Am 8. Februar 2017 hob das regionale Wahlgericht von Rio de Janeiro mit drei zu zwei Stimmen die Amtszeit von Pezão und seines Stellvertreters Francisco Dornelles wegen Missbrauchs wirtschaftlicher und politischer Macht auf, was zu einer Sperrung von acht Jahren führen würde. Der Wahlrichter Marco Couto, ein Mitglied des Gerichts, sagte in seiner Begründung, dass bewiesen worden sei, dass Verwaltungsverträge in Millionenhöhe als Gegenleistung für Wahlkampfspenden abgeschlossen wurden. Darüber hinaus erklärte der regionale Wahlstaatsanwalt des TRE-RJ in Rio de Janeiro, dass in der Kampagne des Gouverneurs 2014 rund 10 Millionen Reais geflossen seien. Die Wirkungen der Kassationsentscheidung wurden ausgesetzt, bis eine mögliche Berufung beim Obersten Wahlgericht anhängig war. Am 28. August 2018 hob das Tribunal Superior Eleitoral (TSE) die Entscheidung des TRE-RJ auf, weil es der Auffassung war, dass das im Wahlgesetz festgelegte erforderliche Quorum von sieben Richtern nicht beachtet worden war und das Wahlgericht in Rio de Janeiro das gesamte Urteil neu beurteilen muss.
Am 16. Februar 2018 wurde die Bundesintervention in Rio de Janeiro 2018 (portugiesisch Intervenção federal no Rio de Janeiro em 2018) durch den Präsidenten Michel Temer angeordnet, der die Verantwortung für den Sicherheitsbereich des Gouverneurs Pezão an den Interventor Walter Souza Braga Netto übertrug.
Bei den Wahlen in Brasilien 2018 wurde Wilson Witzel des Partido Social Cristão (PSC), einer rechtsreligiösen und konservativen Partei, als neuer Gouverneur gewählt, der am 1. Januar 2019 vereidigt wurde.
Pezão ist mit der Rechtsanwältin Maria Lúcia Jardim verheiratet. 2016 wurde bei ihm ein Non-Hodgkin-Lymphom diagnostiziert.